# 一宮政吉
一宮 政吉（いちのみや せいきち、1884年 - 1954年）は日本の牧師。救世軍、ホーリネス教会に加わり、東京聖書学院の五教授の一人として活躍した。

## 生涯

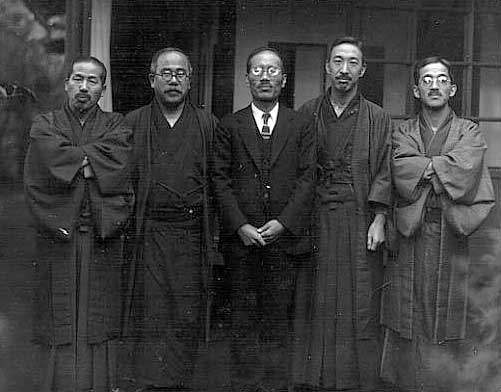
聖書学院の五教授（左から、米田豊、一宮政吉、菅野鋭、小原十三司、車田秋次）

- 1884年　淡路島に生まれる。一宮家の祖父母は淡路島で士族階級であった。しかし、明治維新後に没落して経済破綻した後に、英国教会の宣教師によってキリスト教に入信する。一宮家は、神戸に移住して牧場を起業した。政吉は神戸の中学時代にメソジスト宣教師から受洗した。
- 救世軍に入り、佐官にまで昇進する。
- 1913年 山室軍平の媒酌により、隆婦人（妹の同級生）と結婚する。
- 1922年 救世軍の少佐であったが、意見の相違により救世軍を脱会して、ホーリネス教会に入会する。
- 1924年 日本ホーリネス教会の年会で、正年会員に任命されて、同時に東京聖書学院の教授に任命される。[1]
- 1930年 東京聖書学院の教授の時に、学院でホーリネス・リバイバルを目撃する。
- 1933年 五教授（車田秋次、米田豊、小原十三司、一宮政吉、菅野鋭）の一人として、中田重治監督を解任する。
- 1949年 日本ホーリネス教団の創立時には、小原十三司と共に日本基督教団内にとどまり、ホーリネスの群の指導者になる。

## 著書
- 自叙伝『焔の人』